# Gavrus
Gavrus är en kommun i departementet Calvados i regionen Normandie i norra Frankrike. Kommunen ligger i kantonen Évrecy som ligger i arrondissementet Caen. År 2022 hade Gavrus 623 invånare.

## Befolkningsutveckling
Antalet invånare i kommunen Gavrus
Referens: INSEE